# Lijst van encyclieken van paus Pius XII

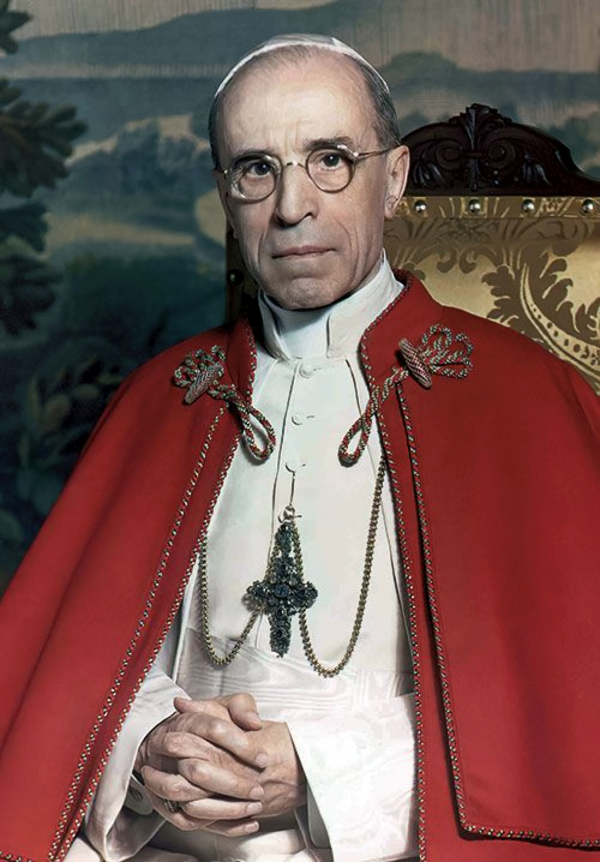
Paus Pius XII (1951)

Hieronder volgt een lijst van encyclieken van Paus Pius XII.
| No. | Titel                         | Titel                                     | Onderwerp | Datum             | Tekst        |
| No. | Latijn                        | Nederlandse vertaling                     | Onderwerp | Datum             | Tekst        |
| --- | ----------------------------- | ----------------------------------------- | --- | ----------------- | ------------ |
| 1.  | Summi Pontificatus            | "Van het Opperste Pontificaat"            | De eenheid van de menselijke samenleving | 20 oktober 1939   | (Nederlands) |
| 2.  | Sertum Laetitiae              | "De kroon van vreugde"                    | De honderdvijftigste verjaardag van de bisschopelijke hiërarchie in de Verenigde Staten                                                                        | 1 november 1939   | (Engels)     |
| 3.  | Saeculo Exeunte Octavo        | "(Sinds) het einde van de (achtste) eeuw" | De achthonderdjarige onafhankelijkheid van Portugal | 13 juni 1940      | (Nederlands) |
| 4.  | Mystici Corporis Christi      | "Over het mystiek Lichaam van Christus"   | Het mystiek Lichaam van Christus en de Kerk | 29 juni 1943      | (Nederlands) |
| 5.  | Divino Afflante Spiritu       | "Bezield door de Heilige Geest"           | De Heilige Schrift | 30 september 1943 | (Nederlands) |
| 6.  | Orientalis Ecclesiae          | "Van de oosterse kerken"                  | Cyrillus van Alexandrië | 9 april 1944      | (Engels)     |
| 7.  | Communium interpretes dolorum | "Als vertolker van het universele leed"   | Het einde van de Tweede Wereldoorlog | 15 april 1945     | (Engels)     |
| 8.  | Orientales Omnes              | "Alle oosterse (kerken)"                  | De 250ste verjaardag van de hereniging met de Roetheens-Katholieke Kerk                                                                                        | 23 december 1945  | (Engels)     |
| 9.  | Quemadmodum                   |                                           | Het pleiten voor kinderen die in deze wereld in armoede leven                                                                                                  | 6 januari 1946    | (Engels)     |
| 10. | Deiparae Virginis Mariae      |                                           | Hoe Maria-Tenhemelopneming te definiëren? | 1 mei 1946        | (Nederlands) |
| 11. | Fulgens Radiatur              | "Stralend licht"                          | Het stralende licht van de Heilige Benedictus | 21 maart 1947     | (Engels)     |
| 12. | Mediator Dei                  | "Middelaar (tussen mens en) God"          | De Heilige Liturgie | 20 november 1947  | (Engels)     |
| 13. | Optatissima Pax               | "De lang nagestreefde vrede"              | Voorschriften voor gebeden voor sociale vrede en Wereldvrede                                                                                                   | 18 december 1947  | (Nederlands) |
| 14. | Auspicia Quaedam              | "Bepaalde tekenen"                        | Gebeden voor wereldvrede en de oplossing van het vraagstuk Palestina                                                                                           | 1 mei 1948        | (Engels)     |
| 15. | In Multiplicibus Curis        | "Onder de vele zorgen"                    | Gebeden voor vrede in Palestina | 24 oktober 1948   | (Engels)     |
| 16. | Redemptoris Nostri Cruciatus  | "De Kruisdood van onze Verlosser"         | Heilige plaatsen in Palestina | 15 april 1949     | (Engels)     |
| 17. | Anni Sacri                    | "Over het Heilig Jaar"                    | Een programma om atheïstische propaganda in de gehele wereld tegen te gaan                                                                                     | 12 maart 1950     | (Engels)     |
| 18. | Summi Maeroris                | "Met de grootste zorg"                    | Oproep tot publiek gebed om vrede | 19 juli 1950      | (Engels)     |
| 19. | Humani Generis                | "De mensheid"                             | Sommige valse meningen die de grondslagen van de Katholieke leer dreigen te ondermijnen                                                                        | 12 augustus 1950  | (Nederlands) |
| 20. | Mirabile Illud                | "Die wonderlijke"                         | Een kruistocht van gebed om vrede | 6 december 1950   | (Engels)     |
| 21. | Evangelii Praecones           | "Zwoegende evangelisten"                  | De bevordering van de Katholieke Missie | 2 juni 1951       | (Engels)     |
| 22. | Sempiternus Rex Christus      | "Christus, de Eeuwige Koning"             | Het Concilie van Chalcedon | 8 september 1951  | (Engels)     |
| 23. | Ingruentium Malorum           | "Voortschrijdend kwaad"                   | Het bidden van de Rozenkrans | 15 september 1951 | (Nederlands) |
| 24. | Orientales Ecclesias          | "De oosterse kerken"                      | De vervolgde oosterse kerken en de hopeloze situatie van de gelovigen in Bulgarije                                                                             | 15 december 1952  | (Engels)     |
| 25. | Doctor Mellifluus             | "Zoete Doctor"                            | De Heilige Bernardus van Clairvaux, de laatste der Kerkvaders                                                                                                  | 24 mei 1953       | (Engels)     |
| 26. | Fulgens Corona                | "De stralende erekroon"                   | Afkondiging van het Mariajaar ter viering van de honderdste verjaardag van het dogma van de Onbevlekte Ontvangenis van Maria                                   | 8 september 1953  | (Nederlands) |
| 27. | Sacra Virginitas              | "Over heilige maagdelijkheid"             | Gewijde Maagdelijkheid | 25 maart 1954     | (Engels)     |
| 28. | Ecclesiae Fastos              | De kerkgeschiedenis                       | Bonifatius | 5 juni 1952       | (Nederlands) |
| 29. | Ad Sinarum Gentem             | "Aan het Chinese Volk"                    | De supranationaliteit van de Kerk | 7 oktober 1954    | (Engels)     |
| 30. | Ad Caeli Reginam              | "Tot de Koningin van de Hemel"            | Verkondiging van Maria Koningin | 11 oktober 1954   | (Nederlands) |
| 31. | Musicae Sacrae                | "Over gewijde muziek"                     | Gewijde muziek | 25 december 1955  | (English)    |
| 32. | Haurietis Aquas               | "Jullie zullen water putten"              | De toewijding aan het Heilig Hart | 15 mei 1956       | (Nederlands) |
| 33. | Luctuosissimi Eventus         | "Allerdroevigste Gebeurtenissen"          | Oproep tot publiek gebed voor Vrede en Vrijheid voor het Hongaarse Volk na de Hongaarse Opstand                                                                | 28 oktober 1956   | (Nederlands) |
| 34. | Laetamur Admodum              | "Wij zijn ten zeerste verheugd"           | Onder meer de terugkeer uit gevangenschap van de kardinalen Wyszynski (Gnesen en Warschau, Polen) en Mindszenty (Esztergom, Hongarije), alsmede de Suez-crisis | 1 november 1956   | (Nederlands) |
| 35. | Datis Nuperrime               | "Een nieuwe Dageraad"                     | Het neerslaan van de opstand in Hongarije door Rusland | 5 november 1956   | (Nederlands) |
| 36. | Fidei Donum                   | "Het geschenk des geloofs"                | De huidige situatie van de Katholieke Missie in met name Afrika                                                                                                | 21 april 1957     | (Nederlands) |
| 37. | Invicti Athletae Christi      | "De onoverwonnen strijder voor Christus"  | De Heilige Andreas Bobola | 16 mei 1957       | (Engels)     |
| 38. | Le Pelerinage de Lourdes      | "De pelgrimstocht naar Lourdes"           | Waarschuwing tegen materialisme op de 100ste verjaardag van de verschijningen in Lourdes                                                                       | 2 juli 1957       | (Engels)     |
| 39. | Miranda Prorsus               |                                           | Film, radio en televisie | 8 september 1957  | (English)    |
| 40. | Meminisse Juvat               | "Het is dienstig eraan te herinneren"     | Gebeden voor de vervolgde kerk | 14 juli 1958      | (Engels)     |
| 41. | Ad Apostolorum Principis      | "Bij de Prins der Apostelen"              | Het communisme en de Katholieke Kerk in China | 29 juni 1958      | (Engels)     |